# PhotoREt
PhotoREt (ang. Photo Resolution Enhancement Technology) - technologia stosowana przez firmę Hewlett-Packard w drukarkach atramentowych, mająca za zadanie poprawić jakość kolorowego wydruku bez podnoszenia rozdzielczości. W drukarkach atramentowych jasne kolory uzyskuje się poprzez zapełnianie tylko niektórych punktów kroplami atramentu, w związku z czym jasne obszary były mozaiką kolorowych punktów o znacznie mniejszej gęstości rozłożenia niż rozdzielczość drukarki. Producenci drukarek atramentowych stosowali różne technologie w celu poprawy jakości kolorowych wydruków. Głównym założeniem technologii jest zmniejszenie objętości wyrzucanej kropli tuszu oraz możliwość umieszczania w jednym punkcie wielu kropel (nawet do 32 w PhotoREt IV) tuszu danego koloru, w odróżnieniu do wcześniej stosowanych drukarek, które umożliwiały umieszczenie do 2 kropli danego tuszu w punkcie. W niektórych odmianach tej techniki stosowano także dodatkowe jaśniejsze tusze. Technologię wspierają algorytmy rozkładu obrazu na  mozaikę punktów.